# E18 (Verenigde Arabische Emiraten)
De E18 is een nationale weg in de Verenigde Arabische Emiraten. De weg loopt van Ras al-Khaimah naar Manama en is 58 kilometer lang.
E10 · 
E11 · 
E18 · 
E22 · 
E33 · 
E44 · 
E55 · 
E66 · 
E77 · 
E87 · 
E88 · 
E89 · 
E95 · 
E99 · 
E311 · 
E611